# Scopula johnstonaria
Scopula johnstonaria är en fjärilsart som beskrevs av Mcdunnough 1941. Scopula johnstonaria ingår i släktet Scopula och familjen mätare. Inga underarter finns listade.